# Diego Bejarano
Diego Bejarano Ibáñez (Santa Cruz de la Sierra, 24 de agosto de 1991) é um futebolista profissional boliviano que atua como lateral-direito. Atualmente, joga pelo Bolívar.

## Carreira
Diego Bejarano fez parte do elenco da Seleção Boliviana de Futebol da Copa América de 2020.